# يوغا واتانابي
يوغا واتانابي (باليابانية: 渡辺 悠雅) (مواليد 15 مايو 1996) هو لاعب كرة قدم ياباني.

## وصلات خارجية
- يوغا واتانابي على موقع رابطة كرة القدم اليابانية للمحترفين (اليابانية)
- يوغا واتانابي على موقع Soccerway.com (الإنجليزية)
- يوغا واتانابي على موقع عالم كرة القدم.نت (الإنجليزية)